# 151 (số)
151 (một trăm năm mươi mốt) là một số tự nhiên ngay sau 150 và ngay trước 152.
151 là một số nguyên tố thứ 36.